# Продолжение «Чешской Хроники» Козьмы Пражского пражских каноников
Продолжение «Чешской Хроники» Козьмы Пражского пражских каноников (лат. Canonicorum Pragensium continuationes Cosmae) — написанные в кон. XII в. на латинском языке группой анонимных каноников из Праги анналы, задуманные как продолжение «Чешской Хроники» Козьмы Пражского. По этой причине авторов этих анналов относят к числу т.н. «вторых продолжателей Козьмы». Анналы охватывают период с 1140 по 1193(5) гг. Содержат сведения по истории Чехии и соседних стран.

## Издания
- Canonicorum Pragensium continuationes Cosmae // MGH, SS. Bd. IX. Hannover, 1851, p. 163-166.

## Переводы на русский язык
- Продолжение Козьмы Пражского Пражских каноников (1140-1195) в переводе И. Дьяконова на сайте Восточная литература